# Frank Wels
Frank Wels (Ede, 21 de fevereiro de 1909 - 16 de fevereiro de 1982) foi um futebolista neerlandês.

## Carreira
Frank Wels atuou em clubes por Unitas Gorinchem e Feyenoord. Fez parte do elenco da Seleção Neerlandesa de Futebol que disputou a Copa do Mundo de 1934, e de 1938, atuando em apenas duas partidas.

## Ligações Externas
- Perfil em Fifa.com (em inglês)